# Manuel Santotis
Manuel (de) Santotis (¿?-Palencia, 5 de agosto de 1824) fue un compositor y maestro de capilla español.

## Vida
Este compositor era prácticamente desconocido hasta la década de 1980 y se desconoce gran parte de su vida, incluido su lugar de nacimiento y su formación. Las primeras noticias que se tienen de él son de 1765 cuando era organista de la Catedral de Valladolid.: 114, 119–120  Se sabe que su hermano, Juan de Santotis, también era músico y le sustituyó como organista en Valladolid tras su partida.
En 1765 Antonio Rodríguez de Hita fue nombrado maestro de capilla del Real Monasterio de la Encarnación de Madrid por fallecimiento de su antecesor, José Mir y Lusá, dejando vacante el magisterio de la Catedral de Palencia. Un tal Manuel Bonete, maestro de capilla de la capilla del Espíritu Santo de Madrid, se ofreció para el cargo, pero se le ignoró. Finalmente no se convocaron oposiciones para cubrir el cargo, sino que se aceptó la recomendación del obispo, José Cayetano Loaces y Somoza, que prefería al organista de Valladolid, Manuel Santotis.
Santotis tomó posesión del magisterio palentino el 6 de diciembre de 1765, permaneciendo en su cargo hasta su jubilación en 1814, casi cincuenta años, el magisterio más longevo de la catedral. Santotis obtendría una ración por su cargo.
En 1780 se presentó al magisterio de la Catedral de Burgos, que había quedado vacante tras el fallecimiento del maestro Francisco Hernández Illana. Además de Santotis, se presentarían Manuel Álvarez Flores, maestro de capilla del Pilar de Zaragoza; Tomás Esteban, maestro de capilla de Las Huelgas; y Antonio Abadía, maestro de capilla de la Colegiata de Medinaceli, este último ganador de las oposiciones. El 23 de octubre ya se habían preparado los exámenes para ser enviados a Fabián García Pachecho, maestro de capilla de la Soledad de Madrid, para su evaluación. El 4 de noviembre se obtuvo la respuesta del maestro García Pacheco y dos días más tarde el cabildo votaba: Abadía obtuvo 19 votos, Álvarez y Esteban 4 votos cada uno, y Santotis tuvo sólo un voto. Antonio Abadía consiguió el cargo.
En 1781 se presentó al magisterio de la Catedral de Córdoba, que había quedado vacante tras la jubilación del maestro Juan Manuel Gaitán y Arteaga. Concurrieron a las oposiciones, además de Santotis, Juan Bautista Vidal, de la Colegiata de El Salvador de Sevilla; Juan Bueno, maestro de la Parroquia de San Pedro de Sevilla; José Teixidor y Barceló, vice maestro de la Real Capilla y Colegio de Niños Cantores. Parece que ningún candidato fue satisfactorio, ya que se nombró a Dionisio de la Mata como interino hasta 1785, cuando se nombró a Jaime Balius y Vila.: 88–89 
EL magisterio de Santotis transcurrió con normalidad, hasta la invasión napoleónica en 1808. Inicialmente las cambios fueron menores, pero a partir de 1810 la ley de conventos promulgada por José Bonaparte se comenzaron a sentir las consecuencias de la falta de dinero. En 1814 Fernando VII anuló las leyes de exclaustración y de incautación de bienes eclesiásticos, por lo que la vida en la catedral, y por lo tanto de la capilla de música, recuperaron de nuevo una cierta normalidad.
Santotis fallecería en Palencia el 5 de agosto de 1824.

## Obra
Su estilo musical posiblemente se adhería a los gustos de la época, más teatral, cercano a las tonadillas, y menos serio de lo que se esperaba de la música eclesiástica. El hecho viene ilustrado por una declaración del cabildo palentino:

[...] la música de que generalmente se usa en muchas festividades, y particularmente en las [fiestas] de primera clase, parece poco correspondiente a la majestad del templo, cuyo abuso debe el cabildo reformar en cuanto está de su parte, mandando al racionero maestro de capilla que haga las composiciones serias y patéticas; que los misereres en la Semana Santa se adapten a la representación del día, y que los músicos esperen a que el señor semanero entone en las misas de credo y gloria.

En la Catedral de Palencia se conservan una serie de obras de Santotis: 3 misas, 19 salmos, 4 cánticos, 9 lamentaciones de Semana Santa, 13 motetes, 12 villancicos al Nacimiento, 3 villancicos al Santísimo, 8 villancicos a la Virgen, 9 villancicos a San Antolín.